# Moutohora
Moutohora (anglicky Whale Island) je menší neobydlený ostrov, nacházející se při pobřeží novozélandského Severního ostrova, asi 9 km severně od přístavu Whakatane. Plocha ostrova je 1,43 km² a představuje erodovaný zbytek vulkanického komplexu. Ostrov Moutohora je chráněn jako přírodní rezervace s omezeným přístupem návštěvníků.

## Historie
Na ostrově se nacházejí zbytky maorského osídlení (obydlí a zahradní terasy). Maorové ostrov obývali až do začátku 19. století. Ve 30. letech 19. století na ostrov přišli první evropští osadníci, kteří zde vybudovali velrybářskou základnu. Ta byla poté kdy se lovcům nepodařilo ulovit ani jednu velrybu, po několika letech opuštěna. Později, koncem 19. století byla na ostrově těžena síra, kterou zpracovávala rafinérie v Aucklandu. V roce 1895 byla těžba z důvodu nízké kvality suroviny zastavena. Těžbu síry zde dosud připomínají některé místní názvy, jako je údolí Sulphur Valley a zátoka Sulphur Bay. V těchto lokalitách dosud připomínají někdejší sopečnou aktivitu místní horké prameny. V roce 1915 se na ostrově Moutohora začal pro potřeby stavby přístavní hráze ve Whakatane těžit kámen. celkem zde bylo během pěti let vytěženo 26 000 tun kameniva.
Ostrov Moutohora byl v roce 1965 vyhlášen přírodní rezervací, v roce 1984 bylo území vykoupeno státem. V roce 2012 byl upraven a doplněn status zdejší přírodní rezervace.

## Geologie
Ostrov představuje vynořený zbytek vulkanického komplexu, tvořeného převážně dacito-andezitovými horninami. Vulkán byl naposledy aktivní začátkem holocénu, v současnosti jsou jedinými projevy neukončeného vulkanismu kyselé termální prameny a fumaroly, které se nacházejí nedaleko centrálního dómu ostrova.

## Dostupnost
Na ostrov bývají pro turisty organizovány výlety lodí z přístavu Whakatane, vzhledem ke zpřísněné ochraně mají povolení na pořádání těchto exkurzí jen dva operátoři. Návštěvníci musejí mít vyřízeno příslušné povolení, které vydává kancelář Department of Conservation v Opotiki. V době zvýšeného nebezpečí požárů je vstup na ostrov zakázán.